# Alfred Shout
Alfred John Shout (8 de agosto de 1882 - 11 de agosto de 1915) foi o mais condecorado militar da Austrália durante a campanha de Galípoli, na Primeira Guerra Mundial, em 1915, sendo condecorado com a Cruz Militar durante o desembarque em Anzac Cove e com a Cruz Vitória, postumamente, por suas ações durante a batalha de Lone Pine.